# Rhymesayers Entertainment

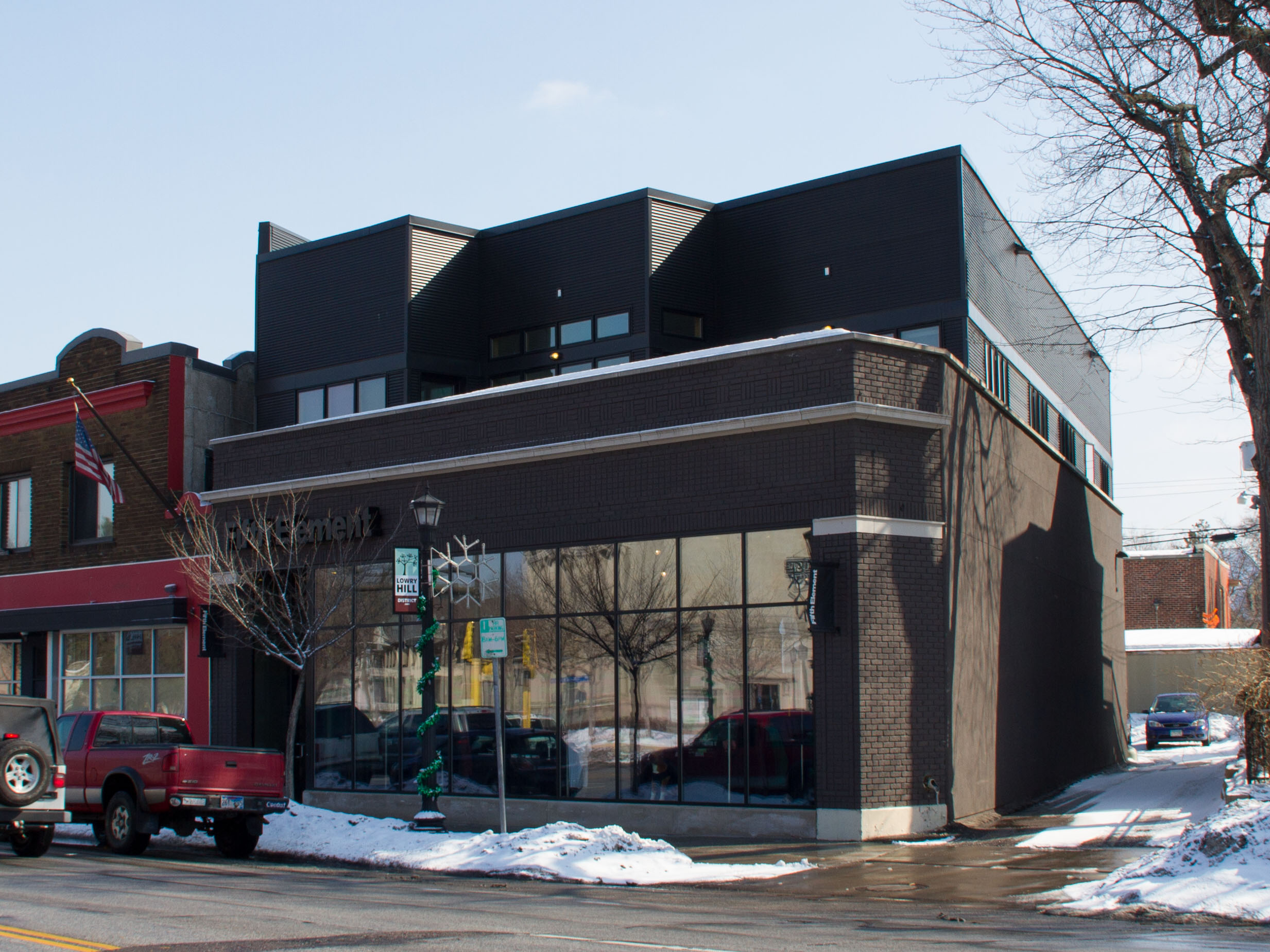
Rhymesayers Entertainment/Fifth Element, Minneapolis.

Rhymesayers Entertainment ist ein US-amerikanisches Hip-Hop-Label mit Sitz in Minneapolis, Minnesota. Es wurde 1995 von Sean Daley (Slug), Anthony Davis (Ant),
Musab Saad (Musab) und Brent Sayers gegründet. Es ist das größte Hip-Hop-Label Minnesotas.

## Geschichte
1999 eröffnete das Label den Plattenladen Fifth Element in Minneapolis. Der Laden verkauft vor allem Independent-Platten, aber auch kommerziell erfolgreichen Rap sowie lokale Musiker.
Am 9. März 2007 unterschrieb Rhymesayers Entertainment einen Vertrag mit Warner Music Group.
Seit 2008 veranstaltet Rhymesayers Entertainment das jährlich stattfindende Soundset Festival.

## Künstler
Künstler, die momentan auf dem Label unter Vertrag stehen:
- Abstract Rude
- Aesop Rock
- Atmosphere
- BK-One
- Blueprint
- Boom Bap Project
- Brother Ali
- Budo
- deM atlaS
- DJ Abilities
- Evidence
- Felt (Murs,  Slug)
- Grayskul
- Grieves
- Hail Mary Mallon (Aesop Rock, Rob Sonic, DJ Big Wiz)
- I Self Devine
- Jake One
- Los Nativos (Felipe Cuauhtli, Chilam Balam)
- MF DOOM
- Micranots (I Self Devine, DJ Kool Akiem)
- Mr. Dibbs
- Musab
- P.O.S
- Psalm One
- Semi.Official (I Self Devine, DJ Abilities)
- Soul Position (Blueprint, RJD2)
- The Uncluded (Aesop Rock, Kimya Dawson)
- Toki Wright

Ehemalige Künstler:
- Dynospectrum
- Eyedea
- Eyedea & Abilities
- Face Candy (Eyedea, Kristoff Krane, J.T. Bates, Casey O’Brien)
- Mac Lethal